# グレッグ・ノーマン
グレゴリー・ジョン・ノーマン（Gregory John Norman AO、1955年2月10日 - ）は、オーストラリア・クイーンズランド州マウント・アイザ出身のプロゴルファー。ホホジロザメを意味するホワイト・シャーク（White Shark）というニックネームで知られている。

## 経歴・人物
1976年にプロ入り。世界各国で合計68勝を挙げている。全盛期にはゴルフ世界ランキング1位を通算「331週」保持しており、これはワールドゴルフランキング制度が発足した1985年以降ではタイガー・ウッズに次ぐ記録である。1986年と1993年の2度、ジ・オープンで優勝している（第115、122回大会）。特に、1986年は「ノーマンの年」「グレグ・イヤー」と言われるほど、世界を舞台に活躍した。四大メジャー大会すべてで、54ホール終了時点で首位に立ち、最終日に最終組で廻り「ノーマンスラム」「サタデースラム」と呼ばれているが、メジャー優勝は全英オープンのみ。イギリス・ヨーロッパ・オーストラリアでの6戦連続勝利などを経て、全豪オープンでテリー・ゲイルに1打差で勝利して、このシーズンは10勝を挙げた。なお、ノーマンの7連勝を阻んだのはマイク・ハーウッドであり、ハーウッドの地元のキャッスルヒルカントリークラブ（パー72）開催の全豪プロ選手権で最終日にコースレコード64で廻ってノーマンに2打差で勝利したが、これは同時にノーマンの大会3連覇を阻止するものであった。1993年のロイヤルセントジョージズでのジ・オープンにはブッチ・ハーモンとスイング改造して臨み、全英オープン最少打数で4日間ラウンドして、2度目で最後のメジャー優勝。
アメリカPGAツアーでは通算18勝を挙げており、2度の全英優勝を含めた合計勝利数が20勝となったためPGAツアーの永久シード選手となっている。
これだけの実績にも拘わらず、アメリカ開催のメジャー大会では2位が8度あるなど、たびたび優勝争いには加わるものの、タイトルには縁がなく、多くの大会で辛酸をなめてきた。とりわけ1996年のマスターズ・トーナメントでは、初日にコースレコードをマークするなど3日目までは2位と6打差の単独首位で最終日を迎えながら、最終ラウンドで「78」（6オーバー）をたたき、優勝したニック・ファルドに逆に5打差をつけられて大逆転負けを喫した。
日本のツアーでは1977年の「くずは国際トーナメント」（2日間競技）で初の優勝。当時は670ヤードを超えていたために、当時の日本人選手でのパワーでは、最低でも4オンが必要だと言われていたぐらい、くずは国際ゴルフ場で最難関であった超ロングホールの10番ホールを3オンで決めるなどして、同大会をぶっちぎりで優勝した。その後は1989年の「国際招待ゴルフ・中日クラウンズ」と、1993年の「住友VISA太平洋マスターズ」で優勝している。
2008年、元女子プロテニスプレイヤーのクリス・エバートと再婚。その後に開催された全英オープンでは3日目まで首位にいながら、最終日にパドレイグ・ハリントンに逆転され3位に終わる。クリス・エバートとは2009年10月に離婚した。
日本のプロゴルファー青木功とは長年の親友であり、青木が左肘を故障した際には、主治医の紹介やその後のケアなどにも心配りがあったという。青木が世界ゴルフ殿堂入りした際には、そのプレゼンターを務めた。また元F1チャンピオンのナイジェル・マンセルとも親友で、マンセルは自分の次男に「グレグ」と名付けている。
多方面のビジネスも手がけており、近年はゴルフコース設計やワイン販売など実業家としての活動も行っている。
2014年からはフォックス放送のゴルフ中継においてノーマンがホストを務めるフランクリン・テンプルトン・シュートアウトやUSGA主催の全米オープンの解説者を務めていた。
しかしノーマンはサウジアラビア資本のLIVゴルフのCEO就任と同時にリブゴルフ・インビテーションシリーズを立ち上げる。

## 主なツアー優勝歴

### PGAツアー
- 1983年：ケンパー・オープン、カナディアン・オープン
- 1986年：パナソニック・ラスベガス招待、ケンパー・オープン、全英オープン
- 1988年：RBCヘリテージ
- 1989年：ザ・インターナショナル、グレーター・ミルウォーキー・オープン
- 1990年：ドラル・ライダー・オープン、メモリアル・トーナメント
- 1993年：ドラル・ライダー・オープン、全英オープン
- 1994年：プレーヤーズ選手権
- 1995年：メモリアル・トーナメント、キヤノン・グレーター・ハートフォード・オープン、NECワールドシリーズ・オブ・ゴルフ
- 1996年：ドラル・ライダー・オープン
- 1997年：フェデックス・セントジュード・クラシック、NECワールドシリーズ・オブ・ゴルフ

### 日本ツアー
- 1977年：くずは国際トーナメント
- 1989年：国際招待ゴルフ・中日クラウンズ
- 1993年：住友VISA太平洋マスターズ